# Red Buttons
Red Buttons, eg. Aaron Chwatt, född 5 februari 1919 på Manhattan i New York, död 13 juli 2006 i Century City i Los Angeles i Kalifornien, var en amerikansk skådespelare och komiker.
Han var son till en invandrad judisk hattmodist. Som tolvåring vann han en amatörtävling. Han fick namnet "Red Buttons" då han som sextonåring arbetade som kombinerad pickolo och sångare på ett värdshus i Bronx – hans uniform hade stora röda knappar.
1942 gjorde han debut på Broadway. Han tjänstgjorde sedan under andra världskriget. 1953 hade han sin egen TV-serie, men den lades ned, och han var arbetslös då han 1957 erbjöds rollen som Sergeant Joe Kelly i filmen Sayonara. För denna tragiska porträttering belönades han med en Oscar för bästa manliga biroll. Han medverkade sedan i många filmer. 
Buttons är också känd som en av USA:s populäraste ståuppkomiker.

## Filmografi i urval
- 1944 – Den bevingande segern
- 1957 – Sayonara
- 1959 – Big Circus
- 1962 – Den längsta dagen
- 1962 – 5 veckor i en ballong
- 1962 – Hatari!
- 1962 – Gay Purr-ee
- 1964 – Your Cheatin' heart
- 1965 – Harlow
- 1966 – Diligens till Cheyenne
- 1969 – När man skjuter hästar så...
- 1971 – Ett fall för Mickey
- 1972 – SOS Poseidon
- 1974 – Lilla huset på prärien (TV-serie)
- 1976 – De lyckliga åren
- 1977 – Viva Knievel!
- 1977 – Peter och draken Elliott
- 1978 – Movie Movie
- 1979 – C.H.O.M.P.S.
- 1980 – I sista sekunden
- 1980 – Drömmarnas marknad
- 1985 – Alice in Wonderland (TV-film)
- 1990 – Ambulansen
- 1994 – Det kan hända dig
- 1995–2005 – Cityakuten (TV-serie)
- 1999 – Berättelsen om oss